# Aeropuerto de Marsella-Provenza
El Aeropuerto de Marsella Provenza (en francés Aéroport de Marseille Provence) (IATA: MRS, OACI: LFML) es un aeropuerto localizado al noroeste de Marsella, dentro del territorio de la comuna de Marignane, ambas localidades pertenecientes al departamento de Bocas del Ródano, en la región francesa de Provenza-Alpes-Costa Azul. También es conocido por el nombre de Aeropuerto de Marsella-Marignane. Las instalaciones se inauguraron en 1922, y desde 1934 son administradas por la Cámara de Comercio e Industria de Marsella Provenza (CCI).

Localización del aeropuerto, en la orilla sureste del Estanque de Berre.

El aeropuerto se sitúa en la orilla oriental del Estanque de Berre. Dista 27 kilómetros de Marsella, dando servicio a las localidades de las aglomeraciones de Marsella, Aix-en-Provence, Arlés, Salon-de-Provence e Istres.
Las dos terminales del aeropuerto son accesibles a pie la una desde la otra. Se trata del tercer aeropuerto francés, excluyendo los de París, por tráfico de pasajeros, por detrás de los de Niza y Lyon, y el segundo por carga de tráfico. Por el aeropuerto pasaron 8.295.479 pasajeros en 2012, el aeropuerto tuvo el cuarto mayor crecimiento en Europa este año.
En septiembre de 2006 se abrió la nueva terminal, llamada mp2, dedicada a aerolíneas de bajo coste.

## Historia
Anteriormente conocido como Aeropuerto de Marsella–Marignane, ha sido gestionado desde 1934 por la Cámara de Comercio e Industria (CCI) de Marsella-Provenza.
En septiembre de 2006, el aeropuerto abrió su nueva terminal MP2 para aerolíneas de bajo coste.

## Aerolíneas y destinos
En el verano de 2014, el aeropuerto opera a 132 destinos de un modo regular, la mayor oferta de destinos de Francia tras los aeropuertos parisinos.

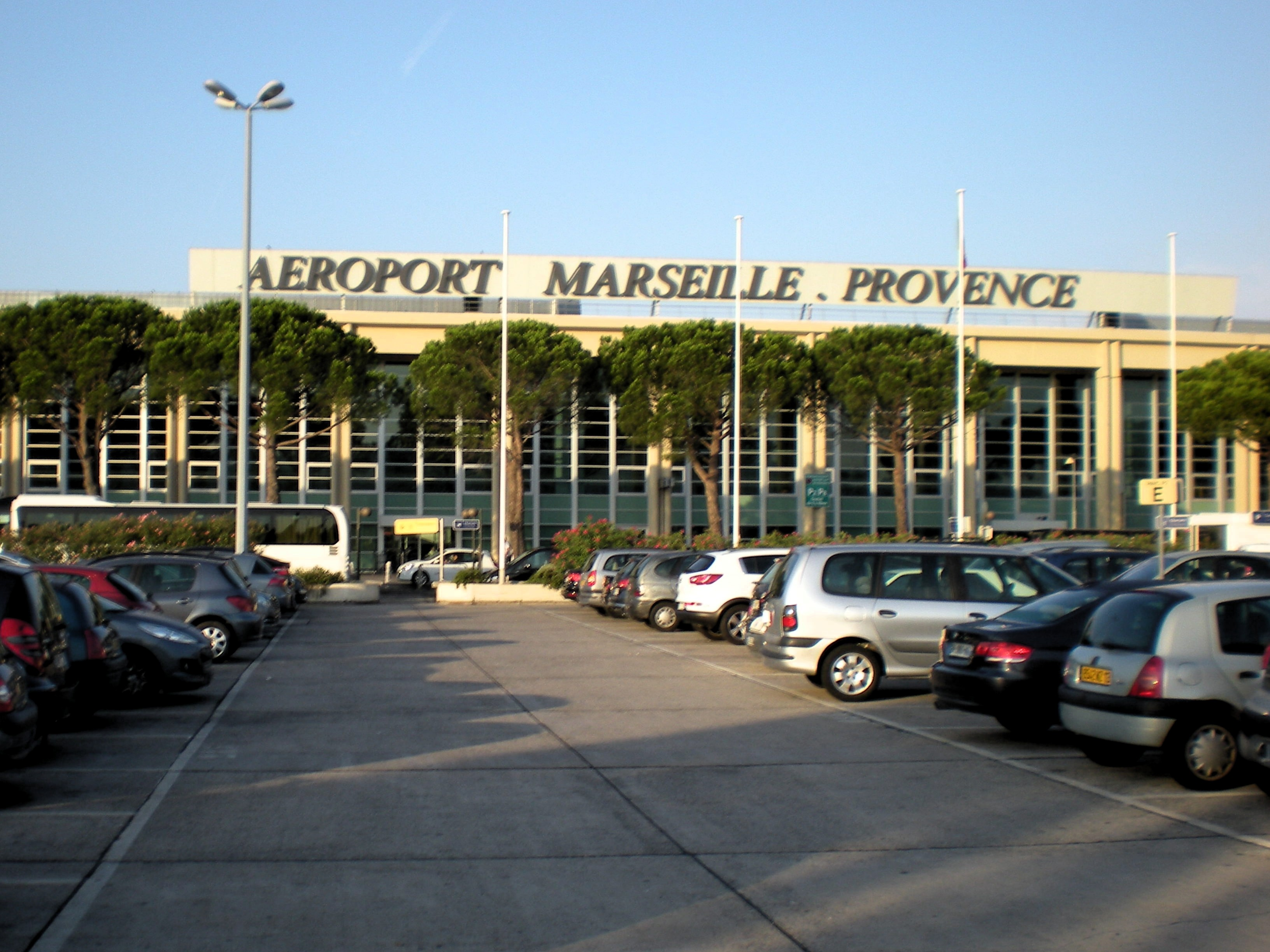
Entrada a la terminal del aeropuerto de Marsella.

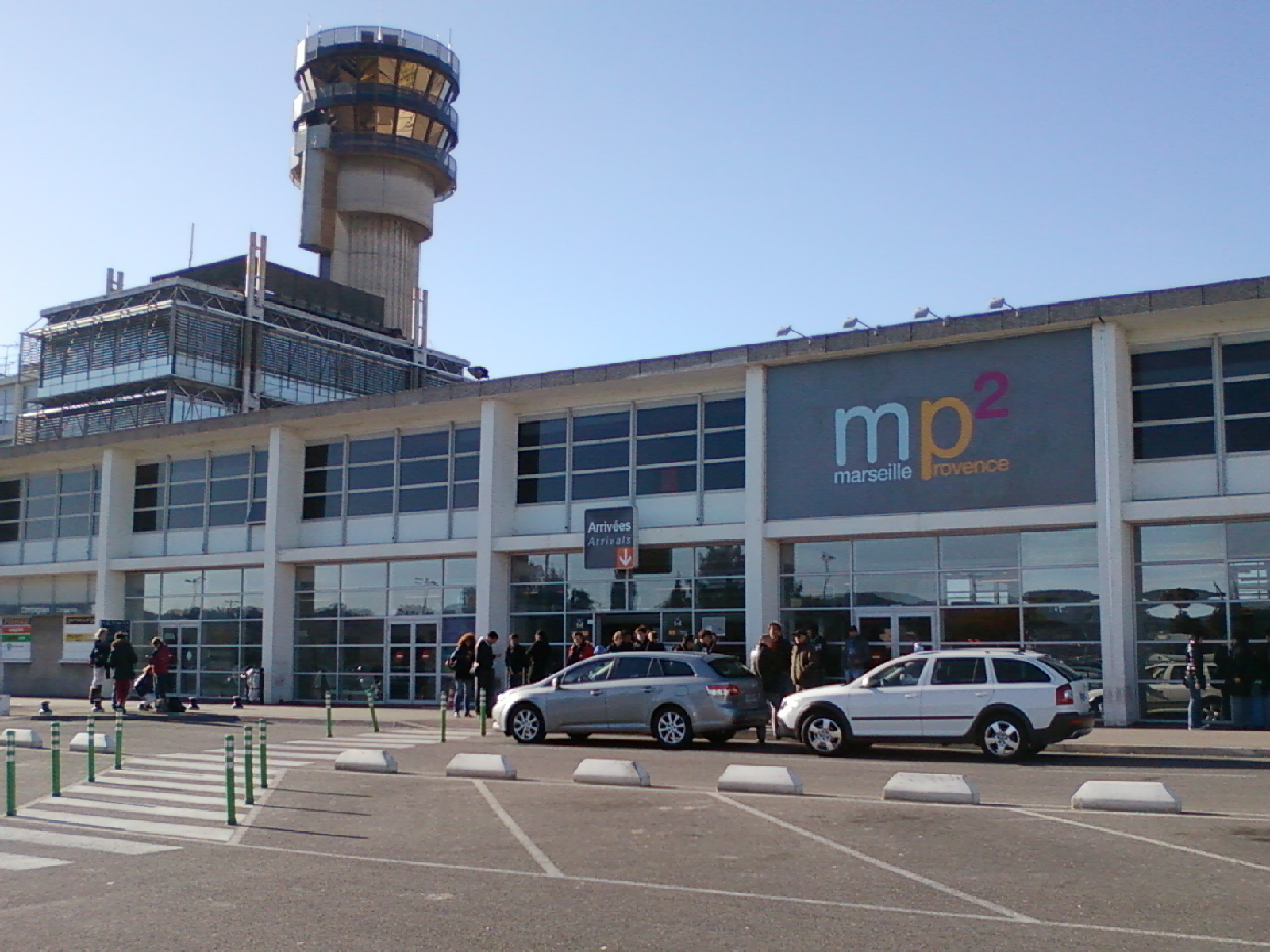
Vista externa de la terminal y de la torre de control.

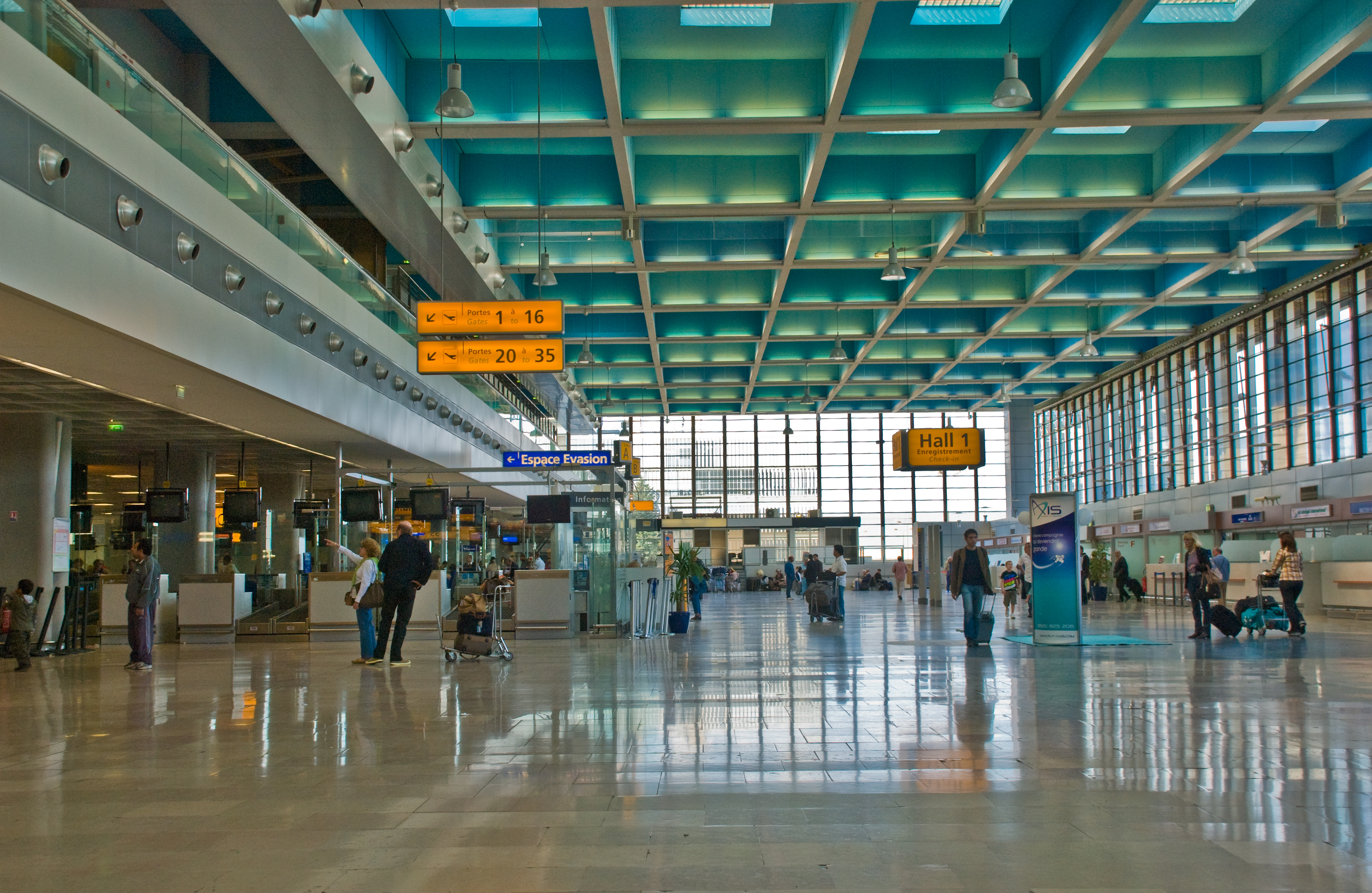
Vista interna de la Terminal 1.

### Destinos nacionales
| Ciudades               | Aeropuerto                               | Aerolíneas                                                    |
| Francia                | Francia                                  | Francia                                                       |
| ---------------------- | ---------------------------------------- | ------------------------------------------------------------- |
| Alta Francia           |                                          |                                                               |
| Lille                  | Aeropuerto de Lille-Lesquin              | Ryanair                                                       |
| Auvernia-Ródano-Alpes  |                                          |                                                               |
| Lyon                   | Aeropuerto de Lyon-Saint Exupéry         | Air France                                                    |
| Centro-Valle del Loira |                                          |                                                               |
| Tours                  | Aeropuerto de Tours                      | Ryanair (Estacional)                                          |
| Bretaña                |                                          |                                                               |
| Brest                  | Aeropuerto de Brest-Bretagne             | Transavia / Volotea                                           |
| Rennes                 | Aeropuerto de Rennes Saint-Jacques       | Volotea                                                       |
| Córcega                |                                          |                                                               |
| Ajaccio                | Aeropuerto de Ajaccio-Napoleón Bonaparte | Air Corsica                                                   |
| Bastia                 | Aeropuerto de Bastia-Poretta             | Air Corsica                                                   |
| Calvi                  | Aeropuerto de Calvi Sainte-Catherine     | Air Corsica                                                   |
| Figari                 | Aeropuerto de Figari-Sud Corse           | Air Corsica                                                   |
| Gran Este              |                                          |                                                               |
| Estrasburgo            | Aeropuerto de Estrasburgo                | Twin Jet / Volotea                                            |
| Isla de Francia        |                                          |                                                               |
| París                  | Aeropuerto de París-Charles de Gaulle    | Air France                                                    |
| París                  | Aeropuerto de París-Orly                 | Air France                                                    |
| Nueva Aquitania        |                                          |                                                               |
| Biarritz               | Aeropuerto de Biarritz–País Vasco        | Transavia (Estacional)                                        |
| Burdeos                | Aeropuerto de Burdeos-Mérignac           | EasyJet / Volotea (Estacional) (Inicia el 30 de mayo de 2025) |
| La Rochelle            | Aeropuerto de La Rochelle                | Ryanair                                                       |
| Limoges                | Aeropuerto de Limoges                    | Ryanair                                                       |
| Normandía              |                                          |                                                               |
| Caen                   | Aeropuerto de Caen-Carpiquet             | Volotea                                                       |
| Región de Occitania    |                                          |                                                               |
| Toulouse               | Aeropuerto de Toulouse-Blagnac           | Twin Jet                                                      |
| Reunión                |                                          |                                                               |
| Saint-Denis            | Aeropuerto de Saint Denis-Roland Garros  | Corsair International                                         |
| Países del Loira       |                                          |                                                               |
| Nantes                 | Aeropuerto de Nantes Atlantique          | Ryanair / Transavia                                           |

### Destinos internacionales
| Ciudades por países | Nombre del aeropuerto                                   | Aerolíneas                                                                                     |
| África              | África                                                  | África                                                                                         |
| ------------------- | ------------------------------------------------------- | ---------------------------------------------------------------------------------------------- |
| Argelia             |                                                         |                                                                                                |
| Annaba              | Aeropuerto de Annaba - Rabah Bitat                      | Air Algérie / Transavia (Estacional) (Inicia el 8 de julio de 2025)                            |
| Argel               | Aeropuerto Internacional Houari Boumedienne             | Air Algérie / Transavia / Vueling                                                              |
| Batna               | Aeropuerto Internacional de Batna                       | Air Algérie                                                                                    |
| Bejaia              | Aeropuerto de Bejaia-Abane Ramdane                      | Air Algérie / Volotea                                                                          |
| Chlef               | Aeropuerto Internacional de Chlef                       | Air Algérie                                                                                    |
| Constantina         | Aeropuerto Internacional Mohamed Boudiaf                | Air Algérie / Volotea                                                                          |
| Jijel               | Aeropuerto Internacional de Jijel                       | Air Algérie (Estacional)                                                                       |
| Orán                | Aeropuerto de Orán Es Sénia                             | Air Algérie / Volotea                                                                          |
| Sétif               | Aeropuerto de Sétif-Ain Arnat                           | Air Algérie (Estacional) / Transavia (Estacional) (Inicia el 9 de julio de 2025)               |
| Tremecén            | Aeropuerto Zenata                                       | Air Algérie / Volotea                                                                          |
| Cabo Verde          |                                                         |                                                                                                |
| Sal                 | Aeropuerto Internacional Amílcar Cabral                 | Transavia (Estacional)                                                                         |
| Egipto              |                                                         |                                                                                                |
| El Cairo            | Aeropuerto Internacional de El Cairo                    | Transavia (Inicia el 5 de abril de 2025)                                                       |
| Hurgada             | Aeropuerto Internacional de Hurghada                    | Transavia                                                                                      |
| Etiopía             |                                                         |                                                                                                |
| Addis Abeba         | Aeropuerto Internacional de Bole                        | Ethiopian Airlines                                                                             |
| Marruecos           |                                                         |                                                                                                |
| Agadir              | Aeropuerto de Agadir-Al Massira                         | Ryanair                                                                                        |
| Casablanca          | Aeropuerto Internacional Mohammed V                     | Royal Air Maroc                                                                                |
| Esauira             | Aeropuerto de Esauira-Mogador                           | Ryanair                                                                                        |
| Fez                 | Aeropuerto de Fez-Saïss                                 | Air Arabia / Ryanair                                                                           |
| Marrakech           | Aeropuerto de Marrakech-Menara                          | Royal Air Maroc / Ryanair                                                                      |
| Nador               | Aeropuerto Internacional de Nador                       | Ryanair                                                                                        |
| Oujda               | Aeropuerto de Oujda-Angads                              | Ryanair                                                                                        |
| Rabat               | Aeropuerto de Rabat-Salé                                | Royal Air Maroc / Ryanair                                                                      |
| Tánger              | Aeropuerto de Tánger-Ibn Battuta                        | Ryanair                                                                                        |
| Tetuán              | Aeropuerto de Tetuán-Sania Ramel                        | Ryanair (Estacional)                                                                           |
| Uarzazat            | Aeropuerto de Uarzazat                                  | Ryanair                                                                                        |
| Senegal             |                                                         |                                                                                                |
| Dakar               | Aeropuerto Internacional Blaise Diagne                  | Transavia                                                                                      |
| Túnez               |                                                         |                                                                                                |
| Monastir            | Aeropuerto Internacional de Monastir-Habib Burguiba     | Nouvelair (Estacional) / Transavia (Estacional) / Tunisair                                     |
| Túnez               | Aeropuerto Internacional de Túnez-Cartago               | Nouvelair / Transavia / Tunisair                                                               |
| Djerba              | Aeropuerto Internacional de Yerba-Zarzis                | Nouvelair / Transavia (Reinicia el 2 de abril de 2025) / Tunisair                              |
| América del Norte   |                                                         |                                                                                                |
| Canadá              |                                                         |                                                                                                |
| Montreal            | Aeropuerto Internacional Pierre Elliott Trudeau         | Air Transat                                                                                    |
| Asia                |                                                         |                                                                                                |
| Arabia Saudita      |                                                         |                                                                                                |
| Yida                | Aeropuerto Internacional Rey Abdulaziz                  | Flynas                                                                                         |
| Canadá              |                                                         |                                                                                                |
| Shanghái            | Aeropuerto Internacional de Shanghái-Pudong             | Shanghai Airlines                                                                              |
| Chipre              |                                                         |                                                                                                |
| Lárnaca             | Aeropuerto Internacional de Lárnaca                     | Transavia (Estacional) (Inicia el 13 de julio de 2025)                                         |
| Pafos               | Aeropuerto Internacional de Pafos                       | Ryanair (Estacional)                                                                           |
| EAU                 |                                                         |                                                                                                |
| Dubái               | Aeropuerto Internacional de Dubái-Al Maktoum            | Transavia (Estacional)                                                                         |
| Israel              |                                                         |                                                                                                |
| Tel Aviv            | Aeropuerto Internacional Ben Gurión                     | El Al                                                                                          |
| Jordania            |                                                         |                                                                                                |
| Amán                | Aeropuerto Internacional Reina Alia                     | Ryanair (Estacional)                                                                           |
| Turquía             |                                                         |                                                                                                |
| Antalya             | Aeropuerto de Antalya                                   | Transavia (Estacional)                                                                         |
| Estambul            | Aeropuerto de Estambul                                  | Turkish Airlines                                                                               |
| Estambul            | Aeropuerto Internacional Sabiha Gökçen                  | Pegasus Airlines                                                                               |
| Europa              |                                                         |                                                                                                |
| Albania             |                                                         |                                                                                                |
| Tirana              | Aeropuerto Internacional Madre Teresa                   | Ryanair (Estacional)                                                                           |
| Alemania            |                                                         |                                                                                                |
| Berlín              | Aeropuerto de Berlín-Brandeburgo Willy Brandt           | Ryanair                                                                                        |
| Düsseldorf          | Aeropuerto Internacional de Düsseldorf                  | Eurowings (Estacional)                                                                         |
| Fráncfort del Meno  | Aeropuerto de Fráncfort del Meno                        | Lufthansa                                                                                      |
| Múnich              | Aeropuerto de Múnich-Franz Josef Strauss                | Lufthansa                                                                                      |
| Austria             |                                                         |                                                                                                |
| Viena               | Aeropuerto de Viena-Schwechat                           | Austrian Airlines / Ryanair                                                                    |
| Bélgica             |                                                         |                                                                                                |
| Bruselas            | Aeropuerto de Bruselas                                  | Brussels Airlines                                                                              |
| Charleroi           | Aeropuerto de Charleroi Bruselas-Sur                    | Ryanair                                                                                        |
| Croacia             |                                                         |                                                                                                |
| Dubrovnik           | Aeropuerto de Dubrovnik                                 | Volotea (Estacional)                                                                           |
| Split               | Aeropuerto de Split                                     | Volotea (Estacional)                                                                           |
| Zadar               | Aeropuerto de Zadar                                     | Ryanair (Estacional)                                                                           |
| Zagreb              | Aeropuerto de Zagreb-Franjo Tuđman                      | Ryanair (Estacional)                                                                           |
| Dinamarca           |                                                         |                                                                                                |
| Copenhague          | Aeropuerto de Copenhague-Kastrup                        | Volotea                                                                                        |
| España              |                                                         |                                                                                                |
| Alicante            | Aeropuerto de Alicante-Elche                            | Ryanair                                                                                        |
| Barcelona           | Aeropuerto Josep Tarradellas Barcelona-El Prat          | Vueling / Volotea                                                                              |
| Fuerteventura       | Aeropuerto de Fuerteventura                             | Volotea (Estacional)                                                                           |
| Ibiza               | Aeropuerto de Ibiza                                     | Air Nostrum (Estacional) / Ryanair (Estacional)                                                |
| Lanzarote           | Aeropuerto César Manrique-Lanzarote                     | Ryanair / Volotea (Estacional)                                                                 |
| Madrid              | Aeropuerto Adolfo Suárez Madrid-Barajas                 | Iberia Regional / Ryanair (Estacional)                                                         |
| Málaga              | Aeropuerto de Málaga-Costa del Sol                      | Ryanair                                                                                        |
| Menorca             | Aeropuerto de Menorca                                   | Ryanair (Estacional) / Volotea (Estacional)                                                    |
| Palma de Mallorca   | Aeropuerto de Palma de Mallorca                         | Ryanair (Estacional) / Volotea (Estacional)                                                    |
| Sevilla             | Aeropuerto de Sevilla                                   | Ryanair                                                                                        |
| Tenerife            | Aeropuerto de Tenerife-Sur                              | Ryanair                                                                                        |
| Valencia            | Aeropuerto de Valencia                                  | Ryanair                                                                                        |
| Grecia              |                                                         |                                                                                                |
| Atenas              | Aeropuerto Internacional Eleftherios Venizelos          | Aegean Airlines (Estacional) / Transavia (Estacional) (Inicia el 3 de abril de 2025) / Volotea |
| Corfú               | Aeropuerto Internacional de Corfú-Ioannis Kapodistrias  | Ryanair (Estacional)                                                                           |
| Heraclión           | Aeropuerto Internacional de Heraclión Nikos Kazantzakis | Sky Expres (Estacional) / Transavia (Estacional) / Volotea (Estacional)                        |
| La Canea            | Aeropuerto Internacional de La Canea                    | Ryanair (Estacional)                                                                           |
| Rodas               | Aeropuerto Internacional de Rodas-Diágoras              | Ryanair (Estacional)                                                                           |
| Santorini           | Aeropuerto Nacional de Santorini (Thira)                | Volotea (Estacional)                                                                           |
| Hungría             |                                                         |                                                                                                |
| Budapest            | Aeropuerto de Budapest-Ferenc Liszt                     | Ryanair                                                                                        |
| Irlanda             |                                                         |                                                                                                |
| Dublín              | Aeropuerto de Dublín                                    | Aer Lingus (Estacional) / Ryanair                                                              |
| Italia              |                                                         |                                                                                                |
| Bari                | Aeropuerto de Bari-Palese                               | Ryanair                                                                                        |
| Bérgamo             | Aeropuerto de Bérgamo-Orio al Serio                     | Ryanair                                                                                        |
| Bolonia             | Aeropuerto de Bolonia                                   | Ryanair (Estacional)                                                                           |
| Cagliari            | Aeropuerto de Cagliari-Elmas                            | Volotea (Estacional)                                                                           |
| Catania             | Aeropuerto de Catania-Fontanarossa                      | Ryanair (Estacional)                                                                           |
| Milán               | Aeropuerto de Milán-Malpensa                            | Twin Jet                                                                                       |
| Nápoles             | Aeropuerto de Nápoles-Capodichino                       | Ryanair (Estacional)                                                                           |
| Olbia               | Aeropuerto de Olbia                                     | Volotea (Estacional)                                                                           |
| Palermo             | Aeropuerto de Palermo-Punta Raisi                       | Ryanair                                                                                        |
| Regio de Calabria   | Aeropuerto de Regio de Calabria                         | Ryanair                                                                                        |
| Roma                | Aeropuerto de Roma-Fiumicino                            | Ryanair                                                                                        |
| Salerno             | Aeropuerto de Salerno                                   | Volotea (Estacional) (Inicia el 6 de julio de 2025)                                            |
| Treviso             | Aeropuerto de Sant'Angelo Treviso                       | Ryanair                                                                                        |
| Venecia             | Aeropuerto Internacional Marco Polo                     | Volotea                                                                                        |
| Luxemburgo          |                                                         |                                                                                                |
| Luxemburgo          | Aeropuerto de Luxemburgo Findel                         | Ryanair                                                                                        |
| Malta               |                                                         |                                                                                                |
| La Valeta           | Aeropuerto Internacional de Malta                       | Ryanair                                                                                        |
| Países Bajos        |                                                         |                                                                                                |
| Ámsterdam           | Aeropuerto de Ámsterdam-Schipol                         | KLM                                                                                            |
| Polonia             |                                                         |                                                                                                |
| Breslavia           | Aeropuerto de Breslavia-Copérnico                       | Ryanair                                                                                        |
| Cracovia            | Aeropuerto de Cracovia-Juan Pablo II                    | Ryanair                                                                                        |
| Portugal            |                                                         |                                                                                                |
| Faro                | Aeropuerto de Faro                                      | Ryanair (Estacional)                                                                           |
| Funchal             | Aeropuerto de Madeira                                   | Transavia (Estacional) (Inicia el 13 de julio de 2025)                                         |
| Lisboa              | Aeropuerto de Lisboa                                    | Ryanair / TAP Portugal                                                                         |
| Oporto              | Aeropuerto de Oporto-Francisco Sá Carneiro              | Ryanair                                                                                        |
| Reino Unido         |                                                         |                                                                                                |
| Bristol             | Aeropuerto Internacional de Brístol                     | EasyJet (Estacional) / Ryanair (Estacional)                                                    |
| Edimburgo           | Aeropuerto de Edimburgo                                 | Ryanair (Estacional)                                                                           |
| Londres             | Aeropuerto de Londres-Gatwick                           | EasyJet                                                                                        |
| Londres             | Aeropuerto de Londres-Heathrow                          | British Airways                                                                                |
| Londres             | Aeropuerto de Londres-Stansted                          | Ryanair                                                                                        |
| Mánchester          | Aeropuerto de Mánchester                                | Ryanair (Estacional)                                                                           |
| República Checa     |                                                         |                                                                                                |
| Praga               | Aeropuerto de Praga                                     | Ryanair                                                                                        |
| Rumania             |                                                         |                                                                                                |
| Bucarest            | Aeropuerto Internacional de Bucarest-Henri Coandă       | Ryanair                                                                                        |
| Suecia              |                                                         |                                                                                                |
| Estocolmo           | Aeropuerto de Estocolmo-Arlanda                         | Ryanair (Inicia el 4 de julio de 2025)                                                         |
| Suiza               |                                                         |                                                                                                |
| Zúrich              | Aeropuerto de Zúrich                                    | Swiss                                                                                          |

### Carga
| Aerolíneas                               | Destinos                       |
| ---------------------------------------- | ------------------------------ |
| DHL Aviation                             | Niza, Malta, Leipzig, Bruselas |
| FedEx Feeder operado por Air Contractors | París-Charles de Gaulle        |
| TNT Airways operado por Icelandair       | París-Charles de Gaulle        |

## Estadísticas de tráfico
Ver fuente y consulta Wikidata.
|           | 2006      | 2007      | 2008      | 2009      | 2010      | 2011      | 2012      |
| --------- | --------- | --------- | --------- | --------- | --------- | --------- | --------- |
| Pasajeros | 6.155.154 | 6.963.000 | 6.965.933 | 7.290.119 | 7.522.167 | 7.363.068 | 8,295,479 |
| Carga     |           |           |           |           | 53.019    |           | 53.026    |

## Otras instalaciones
Desde 2013 el aeropuerto propuso una nueva oferta comercial, con treinta nuevas tiendas y restaurantes, así como el primer local de Burger King en Francia desde 1997.
El aeropuerto de Marignane es también la base principal de protección civil del servicio de extinción aéreo (dependiente del Ministerio del Interior de Francia). La sede principal de Eurocopter está ubicada en terrenos del aeropuerto.

## Base de hidroaviones
En las décadas de los 1920s y 1930s, Marignane fue uno de los focos principales en Francia de operación de hidroaviones. Llegando incluso a servir brevemente como terminal para los hidroaviones Clipper de la Pan Am. Algunos otros operadores de hidroplanos fueron Aéropostale y Air Union, la última en trasladarse desde Antibes en 1931. Marignane fue también el lugar elegido para la fabricación de hidroaviones por Lioré et Olivier.

## Accidentes e incidentes
- El 4 de febrero de 1948, el SNCASE Languedoc P/7 F-BATK de Air France quedó dañado sin posibilidad de recuperación.[13]
- El 30 de julio de 1950, el SNCASE Languedoc P/7 F-BCUI de Air France quedó dañado sin posibilidad de recuperación cuando su tren de aterrizaje principal se rompió durante el aterrizaje.[14]
- El 6 de febrero de 1989 el vuelo 3132 de Inter Cargo Service, operado por el Vickers Vanguard F-GEJE se estrelló durante el despegue. Tres tripulantes murieron, no tenía pasajeros a bordo.[15]